# Jay Sarno
Jay Sarno (Saint Joseph, 2 luglio 1922 – Las Vegas, 21 luglio 1984) è stato un imprenditore statunitense È considerato (insieme a Kirk Kerkorian e Martin Stern Jr.) uno dei padri dei megaresort poiché negli anni sessanta e settanta costruì e si occupò della gestione di diversi importanti hotel-casinò di lusso della città, come il Caesars Palace e il Circus Circus. Sulla sua persona sono circolate diverse voci che lo vedevano legato alla mafia, perfino l'FBI commissionò un dossier su di lui, ma non si seppe mai la verità.

## Biografia
Jay Sarno nacque nel 1922 a Saint Joseph (Missouri) proveniente da una famiglia ebraica immigrata dalla Polonia di basso reddito (il padre era un impiegato, la madre una casalinga) costretta a fare notevoli sacrifici per mantenere Jay e i suoi sei fratelli e per consentire loro un'istruzione; consapevole di questi sacrifici Jay non vanificò gli anni universitari e si laureò in economia all'università del Missouri.
Proprio negli anni universitari conobbe Stanley Mallin, uno dei suoi migliori amici e partner d'affari, l'amicizia tra i due si consolidò quando entrambi furono costretti a partire per la seconda guerra mondiale per prestare servizio nel Sud del Pacifico.
Tornati vivi entrambi dalla guerra si stabilirono a Miami (Florida) e iniziarono un'attività di commercianti di materiali edili con scarso successo, in seguito decisero di lanciarsi ancor di più nel settore edile, stavolta occupandosi di costruzioni ma anche qui le cose non andarono bene, in questo periodo conobbero Jimmy Hoffa, un uomo che presentò la coppia di giovani imprenditori a Allen D. Dorfman, quest'ultimo si convinse a prestare ai due la somma necessaria ad aprire l'Atlanta Cabana Motel nel 1958, sotto la direzione architettonica di Jo Harris.
Il grande successo della loro nuova attività consentì ai due di restituire il prestito e aprire nuovi Motel a Palo Alto (California) e Dallas (Texas).
Sarno decise di aprire un casinò a Las Vegas perché si rese conto che in questa città risiedevano grandi possibilità per l'industria del gioco d'azzardo, e i numerosi casinò già presenti non soddisfacevano la richiesta del pubblico di qualcosa di più grande.

### Las Vegas
Sarno voleva costruire un casinò grande e lussuoso come un hotel a 5 stelle, e decise insieme a Mallin e Harris di iniziare la costruzione del Caesars Palace, in grado di mescolare il lusso e la raffinatezza tipicamente europea con la sfarzosità e il gioco d'azzardo tipicamente americani.
Inizialmente l'idea non venne considerata valida da molti investitori perché si riteneva che un albergo tipicamente europeo non avrebbe sfondato in una città in mezzo al deserto americano, e per questo Sarno e i suoi soci ebbero difficoltà a reperire finanziamenti, nonostante questo Harris iniziò la progettazione e la costruzione su un terreno di proprietà di Kirk Kerkorian e l'albergo riuscì ad aprire nel 1966, solo 3 anni dopo era già uno degli hotel più frequentati di Las Vegas e i proprietari poterono rivenderlo a peso d'oro (circa 60 milioni di dollari).
In seguito inaugurarono il Circus Circus Las Vegas, un nuovo casinò dotato anche di attrazioni per i bambini, iniziando una tradizione di resort orientati verso le famiglie.

### Vita privata
Sarno è stato sposato una volta, ma non erano rare le sue scappatelle extraconiugali, nel 1974 divorziò dalla moglie Joyce Sarno Kerry, rimanendo comunque in ottimi rapporti con lei. Ebbe 4 figli: Jay Sarno Jr, un ingegnere, September Sarno, una modella che fu anche Miss Nevada e che ora si occupa di Brokeraggio, Heidi Sarno Strauss, proprietaria di una fioreria, e Freddie Sarno, un broker.
Era un accanito giocatore, la moglie ha raccontato in una occasione di averlo visto vincere 100 000 dollari in una sola serata, e di lasciare il casinò quella stessa sera con 100 000 dollari di debito.

### Morte
Morì nel 1984 per infarto del miocardio.
| Controllo di autorità | VIAF (EN) 8145304725278611289 |